# Petite Sibérie
Petite Sibérie est un nom ou un surnom donné à certains lieux géographiques connus pour leurs hivers rigoureux, en référence à la région russe de Sibérie.

## Massif du Jura
En France, on surnomme Petite Sibérie la région naturelle du Haut-Doubs ou val de Mouthe, dans le massif du Jura,,, et du Pays de Bitche en Moselle. En Suisse, la Petite Sibérie désigne la vallée de La Brévine, située dans le massif du Jura. 
Ainsi, La Brévine, commune du canton de Neuchâtel, et Mouthe, commune du Doubs, détiennent les records suisse et français de la température la plus basse enregistrée. Le 12 janvier 1987, la température record de -41,8 °C a été enregistrée à La Brévine,. De même, le 7 janvier 2017, la commune bat un record de froid pour l'Europe occidentale cette année-là avec -29,9 °C . Le record de Mouthe, −36,7 °C, a été enregistré le 13 janvier 1968. Le village a enregistré en janvier 1985 une température encore plus basse, de -41 °C, mais ce record est resté inofficiel.

## Autres lieux d'appellation similaire
- Les Terres froides, dans le département de l'Isère[réf. souhaitée] ;
- La Matheysine, plateau à 1 000 m d'altitude dans le département de l'Isère[réf. souhaitée] ;
- Les Vosges du Nord, notamment le Pays de Bitche[9] ;
- L'Ardenne, notamment le plateau de Rocroi ;
- Le Haut-Jura, notamment la haute vallée du Doubs ;
- Le plateau de Langres ;
- Le Capcir
- (de) Badisch Sibirien (la Sibérie badoise) désigne une partie du Nord-est du Bade, en Allemagne
- Le plateau de Pešter, au Sud-Ouest de la Serbie[10]. Le record serbe de la température la plus basse enregistrée y a été battu le 26 janvier 2006 dans le village de Karajukića Bunari, dans la municipalité de Sjenica (- 39 °C)[11]
- Saint-Rambert-en-Bugey (Ain), par les troupes allemandes, pendant la guerre de 39-45[12] ;
- La petite Sibérie, chanson de Felipecha[13].